# Philip Snyman
Philippus Albertus Borman "Philip" Snyman (26 de março de 1987) é um jogador de rugby sevens sul-africano, medalhista olímpico

## Carreira
Philip Snyman integrou o elenco da Seleção Sul-Africana de Rugbi de Sevens, na Rio 2016, conquistando a medalha de bronze.